# Bretenoux
Bretenoux est une commune française située dans le nord-est du département du Lot, en région Occitanie.
Elle est également dans la Limargue, une région naturelle occupant une dépression verdoyante entre les causses du Quercy et le Ségala quercynois.
Exposée à un climat océanique altéré, elle est drainée par la Cère, le Mamoul et par divers autres petits cours d'eau. Incluse dans le bassin de la Dordogne, la commune possède un patrimoine naturel remarquable : un site Natura 2000 (la « vallée de la Cère et tributaires ») et trois zones naturelles d'intérêt écologique, faunistique et floristique.
Bretenoux est une commune rurale qui compte 1 429 habitants en 2022. Elle est ville-centre de l'agglomération de Biars-sur-Cère et fait partie de l'aire d'attraction de Biars-sur-Cère - Saint-Céré. Ses habitants sont appelés les Bretenouviens ou  Bretenouviennes.

## Géographie

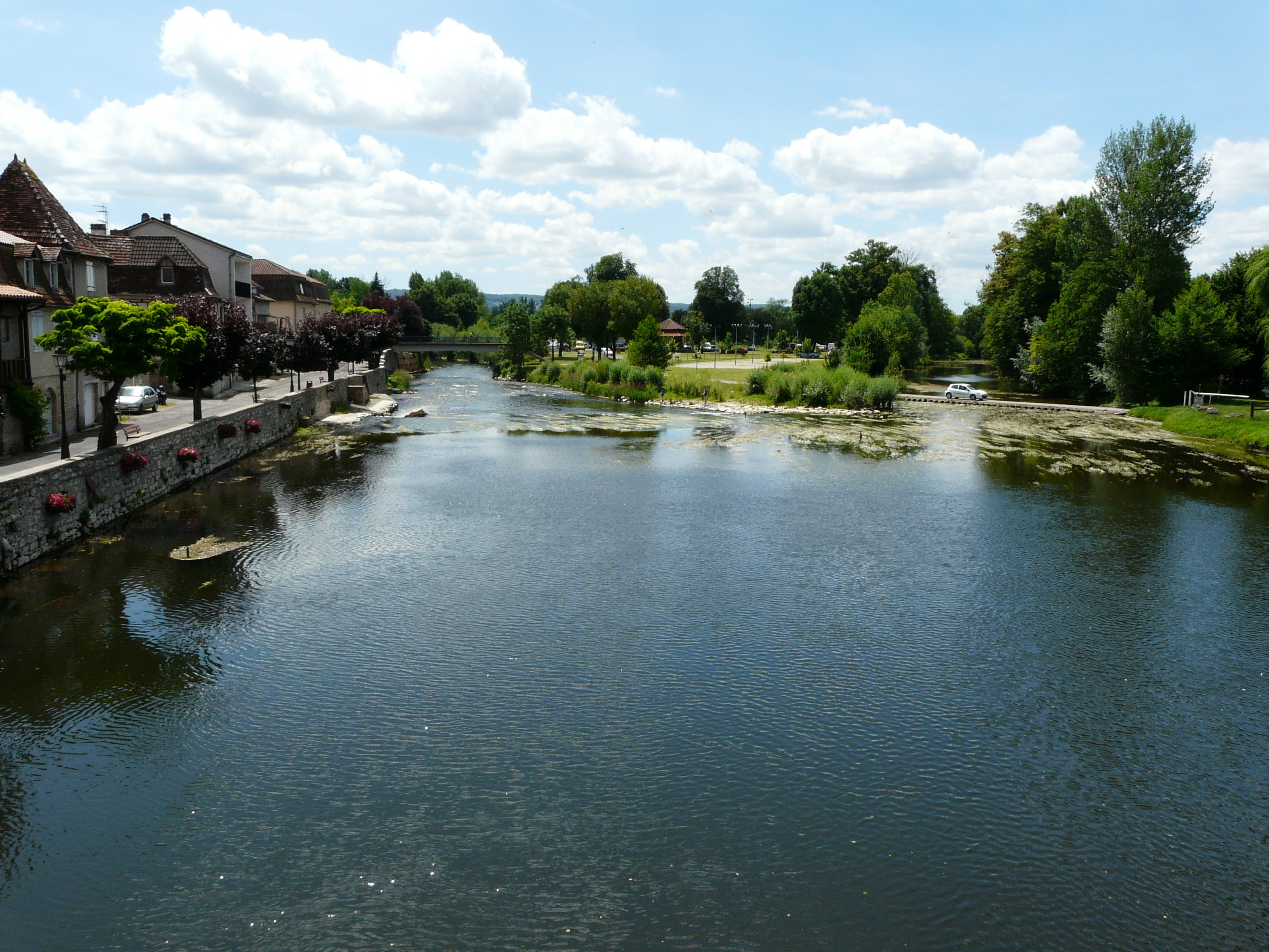
La Cère à Bretenoux.

Bastide située au nord du Lot, près de la limite avec le département de la Corrèze, dans la vallée de la Dordogne, Bretenoux est collée à la ville de Biars-sur-Cère. Elle est arrosée par la Cère et le Mamoul, et traversée par les anciennes routes nationales RN 140 et RN 703. Fondée en 1277 par le puissant seigneur de Castelnau, elle a conservé son plan en damier, sa place et ses couverts, des restes de remparts, et deux belles maisons à tourelles devenues l'une l'hôtel de ville, l'autre la gendarmerie.

### Communes limitrophes
Bretenoux est limitrophe de six autres communes.
Les communes limitrophes sont  Biars-sur-Cère, Cornac, Girac, Glanes, Prudhomat et Saint-Michel-Loubéjou.
| Girac     | Biars-sur-Cère        |        |
|           | Bretenoux             | Glanes |
| Prudhomat | Saint-Michel-Loubéjou | Cornac |

### Climat
Pour des articles plus généraux, voir Climat de l'Occitanie et Climat du Lot.
En 2010, le climat de la commune est de type climat méditerranéen altéré, selon une étude s'appuyant sur une série de données couvrant la période 1971-2000. En 2020, Météo-France publie une typologie des climats de la France métropolitaine dans laquelle la commune est exposée à un climat de montagne ou de marges de montagne et est dans la région climatique Ouest et nord-ouest du Massif Central, caractérisée par une pluviométrie annuelle de 900 à 1 500 mm, maximale en automne et en hiver.
Pour la période 1971-2000, la température annuelle moyenne est de 13,1 °C, avec une amplitude thermique annuelle de 16,2 °C. Le cumul annuel moyen de précipitations est de 971 mm, avec 10,7 jours de précipitations en janvier et 6,9 jours en juillet. Pour la période 1991-2020, la température moyenne annuelle observée sur la station météorologique la plus proche, située sur la commune de Sousceyrac-en-Quercy à 16,14 km à vol d'oiseau, est de 11,6 °C et le cumul annuel moyen de précipitations est de 1 299,2 mm,. Pour l'avenir, les paramètres climatiques de la commune estimés pour 2050 selon différents scénarios d’émission de gaz à effet de serre sont consultables sur un site dédié publié par Météo-France en novembre 2022.

### Milieux naturels et biodiversité

#### Espaces protégés
La protection réglementaire est le mode d’intervention le plus fort pour préserver des espaces naturels remarquables et leur biodiversité associée,.
La commune fait partie du bassin de la Dordogne, un territoire  reconnu réserve de biosphère par l'UNESCO en juillet 2012,.

#### Réseau Natura 2000

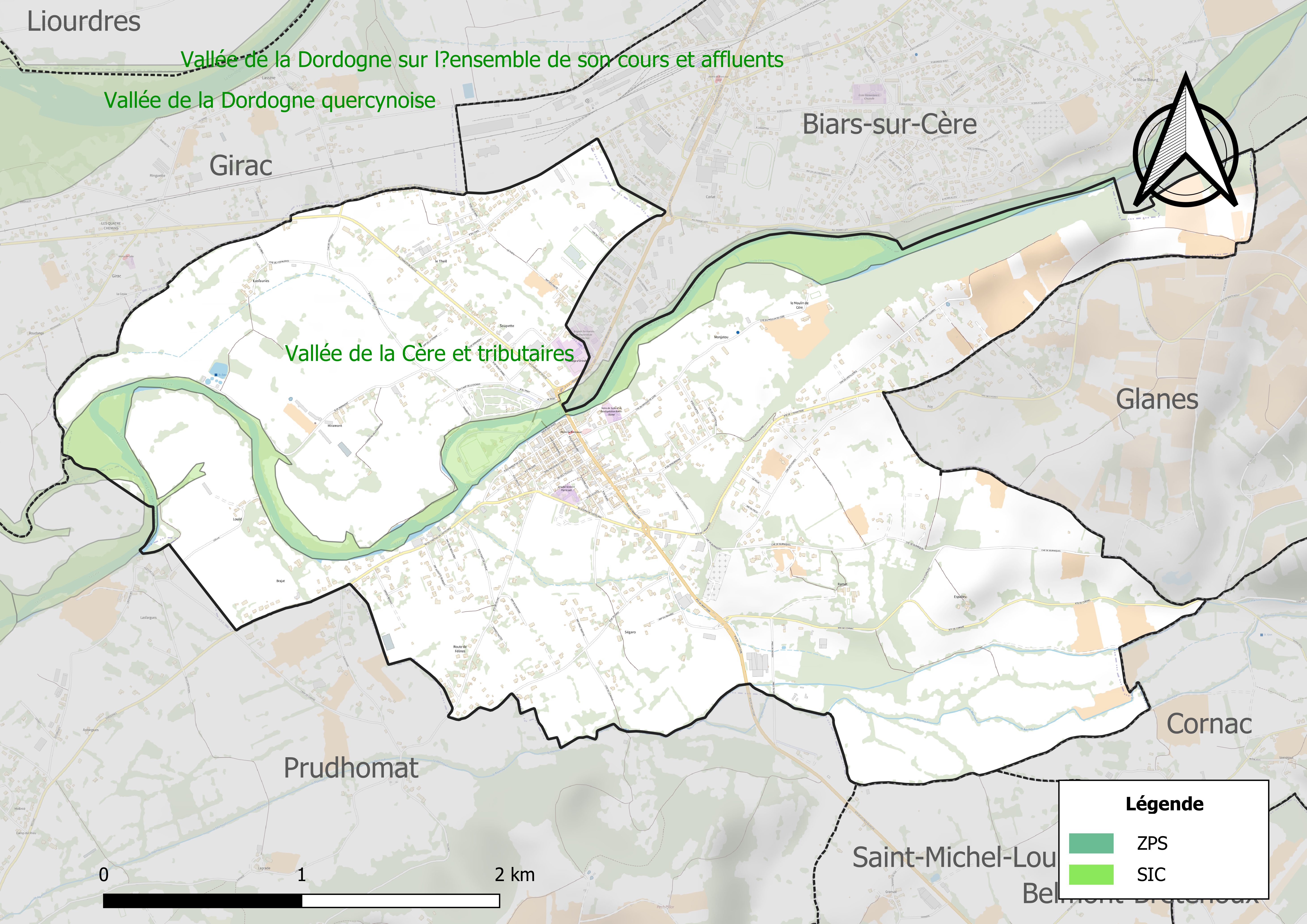
Site Natura 2000 sur le territoire communal.

Le réseau Natura 2000 est un réseau écologique européen de sites naturels d'intérêt écologique élaboré à partir des directives habitats et oiseaux, constitué de zones spéciales de conservation (ZSC) et de zones de protection spéciale (ZPS).
Un site Natura 2000 a été défini sur la commune au titre de la directive habitats : la « vallée de la Cère et tributaires », d'une superficie de 3 031 ha, qui présente un intérêt notable largement lié à la présence de frayères potentielles pour les poissons migrateurs anadromes (Salmo salar, Petromyzon marinus) ainsi que par la présence de la loutre.

#### Zones naturelles d'intérêt écologique, faunistique et floristique
L’inventaire des zones naturelles d'intérêt écologique, faunistique et floristique (ZNIEFF) a pour objectif de réaliser une couverture des zones les plus intéressantes sur le plan écologique, essentiellement dans la perspective d’améliorer la connaissance du patrimoine naturel national et de fournir aux différents décideurs un outil d’aide à la prise en compte de l’environnement dans l’aménagement du territoire.
Une ZNIEFF de type 1 est recensée sur la commune :
la « rivière de la Cère et ruisseau d'Orgues » (737 ha), couvrant 14 communes dont une dans le Cantal, quatre dans la Corrèze et neuf dans le Lot et deux ZNIEFF de type 2, : 
- le « bassin du Mamoul » (2 278 ha), couvrant 11 communes du département[18] ;
- la « vallée et gorges de la Cère » (6 777 ha), couvrant 22 communes dont quatre dans le Cantal, six dans la Corrèze et 12 dans le Lot[19].

Carte des ZNIEFF de type 1 et 2 à Bretenoux.
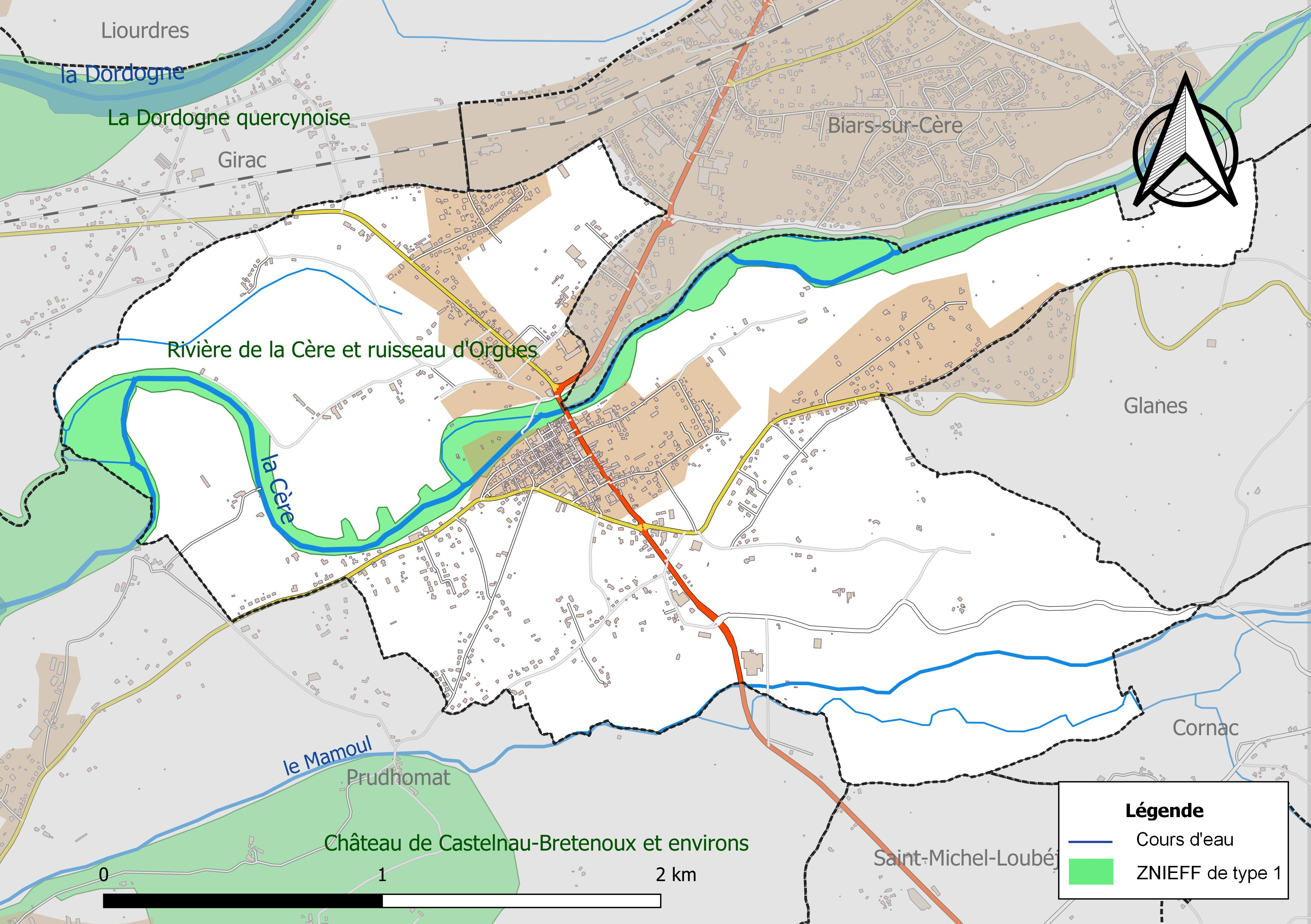
Carte de la ZNIEFF de type 1 sur la commune.
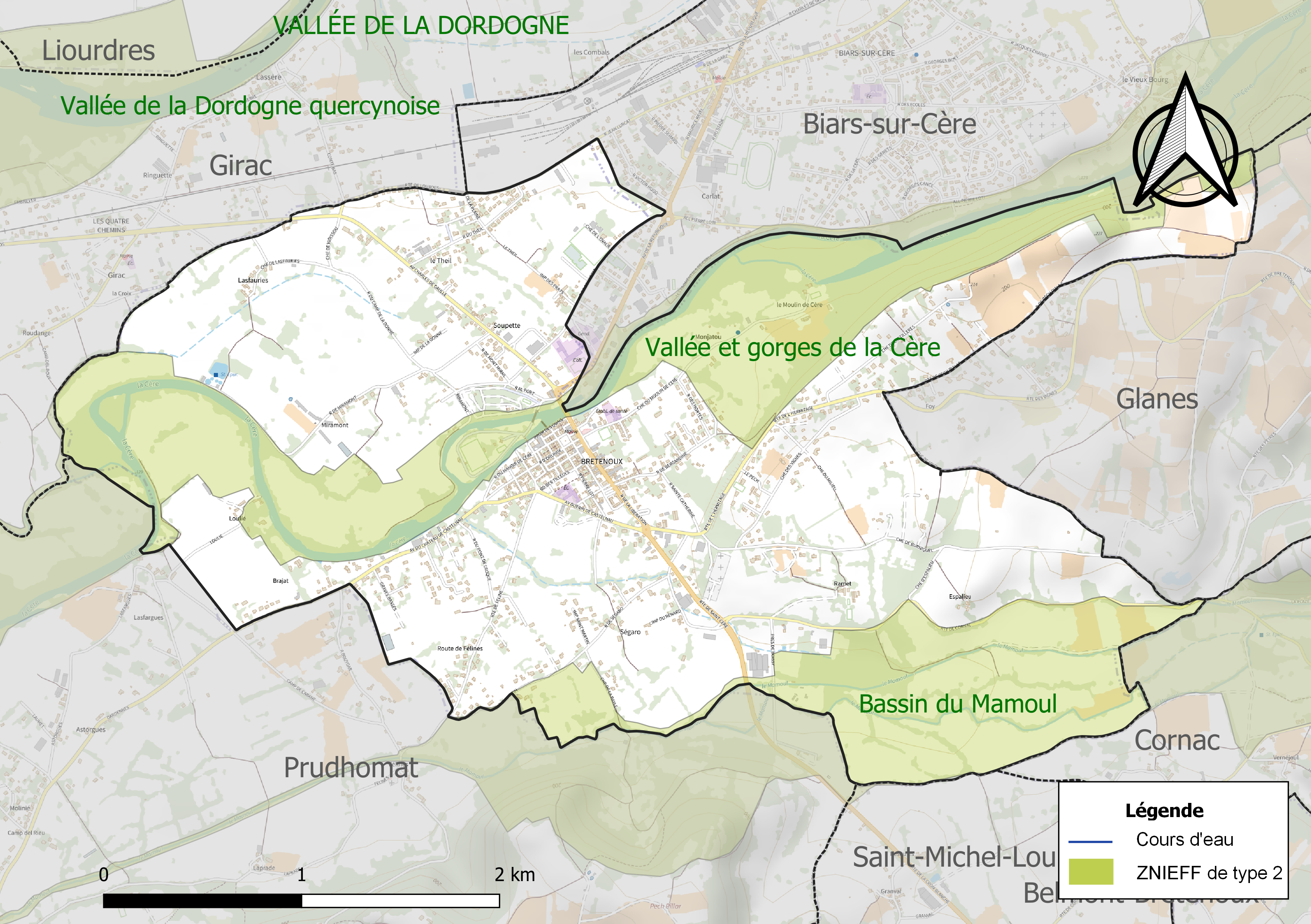
Carte des ZNIEFF de type 2 sur la commune.

## Urbanisme

### Typologie
Au 1er janvier 2024, Bretenoux est catégorisée bourg rural, selon la nouvelle grille communale de densité à sept niveaux définie par l'Insee en 2022.
Elle appartient à l'unité urbaine de Biars-sur-Cère, une agglomération intra-départementale regroupant quatre  communes, dont elle est ville-centre,,. Par ailleurs la commune fait partie de l'aire d'attraction de Biars-sur-Cère - Saint-Céré, dont elle est une commune du pôle principal,. Cette aire, qui regroupe 49 communes, est catégorisée dans les aires de moins de 50 000 habitants,.

### Occupation des sols
L'occupation des sols de la commune, telle qu'elle ressort de la base de données européenne d’occupation biophysique des sols Corine Land Cover (CLC), est marquée par l'importance des territoires agricoles (71,4 % en 2018), en diminution par rapport à 1990 (84,3 %). La répartition détaillée en 2018 est la suivante : 
zones agricoles hétérogènes (54,9 %), zones urbanisées (23,2 %), prairies (16,2 %), forêts (5,4 %), cultures permanentes (0,3 %). L'évolution de l’occupation des sols de la commune et de ses infrastructures peut être observée sur les différentes représentations cartographiques du territoire : la carte de Cassini (XVIIIe siècle), la carte d'état-major (1820-1866) et les cartes ou photos aériennes de l'IGN pour la période actuelle (1950 à aujourd'hui).

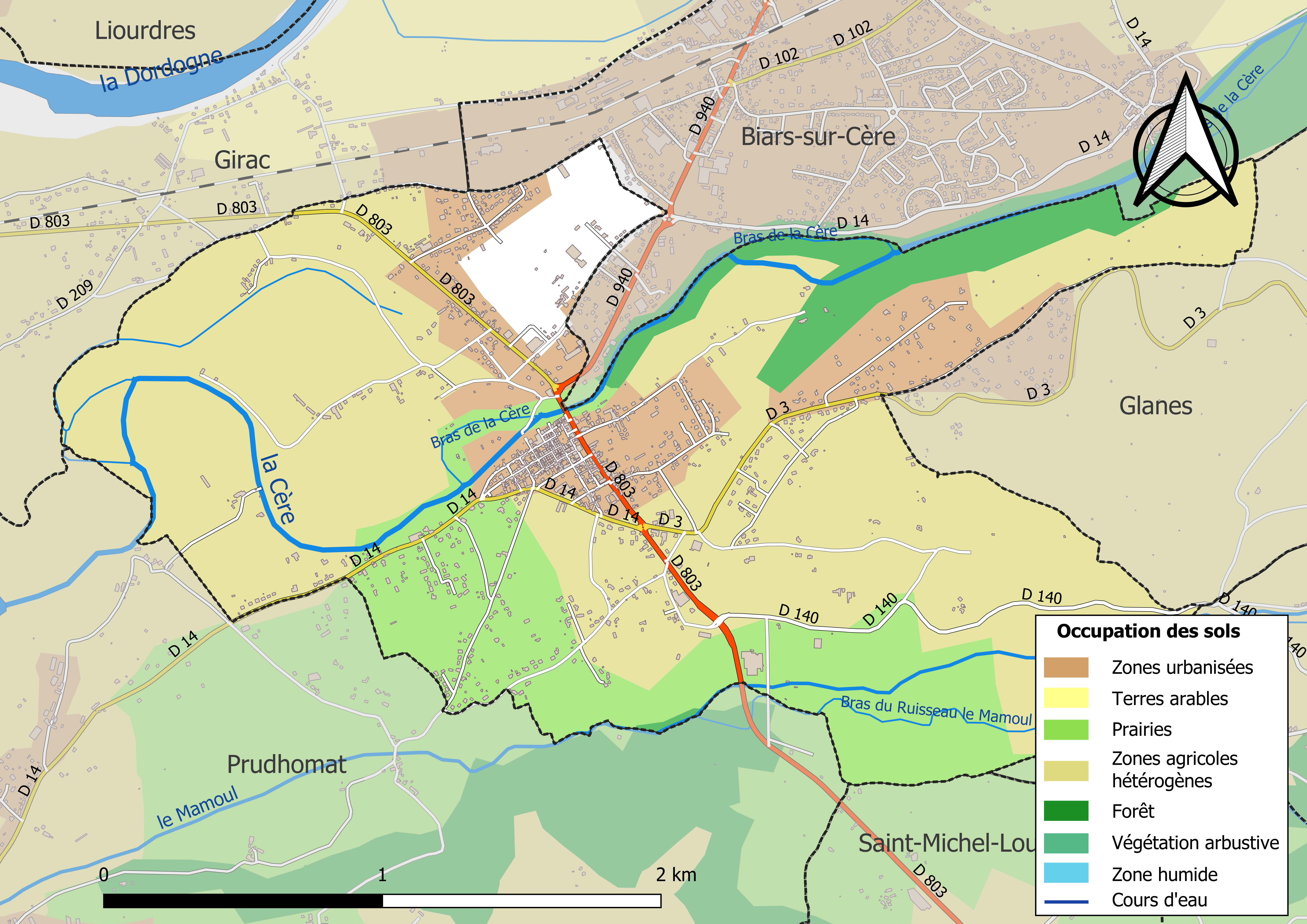
Carte des infrastructures et de l'occupation des sols de la commune en 2018 (CLC).

### Risques majeurs
Le territoire de la commune de Bretenoux est vulnérable à différents aléas naturels : météorologiques (tempête, orage, neige, grand froid, canicule ou sécheresse), inondations, feux de forêts, mouvements de terrains et séisme (sismicité très faible). Il est également exposé à un risque technologique, la rupture d'un barrage. Un site publié par le BRGM permet d'évaluer simplement et rapidement les risques d'un bien localisé soit par son adresse soit par le numéro de sa parcelle.

#### Risques naturels
Certaines parties du territoire communal sont susceptibles d’être affectées par le risque d’inondation par débordement de cours d'eau, notamment la Cère et le Mamoul. La cartographie des zones inondables en ex-Midi-Pyrénées réalisée dans le cadre du XIe Contrat de plan État-région, visant à informer les citoyens et les décideurs sur le risque d’inondation, est accessible sur le site de la DREAL Occitanie. La commune a été reconnue en état de catastrophe naturelle au titre des dommages causés par les inondations et coulées de boue survenues en 1982, 1989, 1999 et 2018,.
Bretenoux est exposée au risque de feu de forêt. Un plan départemental de protection des forêts contre les incendies a été approuvé par arrêté préfectoral le 30 novembre 2015 pour la période 2015-2025. Les propriétaires doivent ainsi couper les broussailles, les arbustes et les branches basses sur une profondeur de 50 mètres, aux abords des constructions, chantiers, travaux et installations de toute nature, situées à moins de 200 mètres de terrains en nature
de bois, forêts, plantations, reboisements, landes ou friches. Le brûlage des déchets issus de l’entretien des parcs et jardins des ménages et des collectivités est interdit. L’écobuage est également interdit, ainsi que les feux de type méchouis et barbecues, à l’exception de ceux prévus dans des installations fixes (non situées sous couvert d'arbres) constituant une dépendance d'habitation.

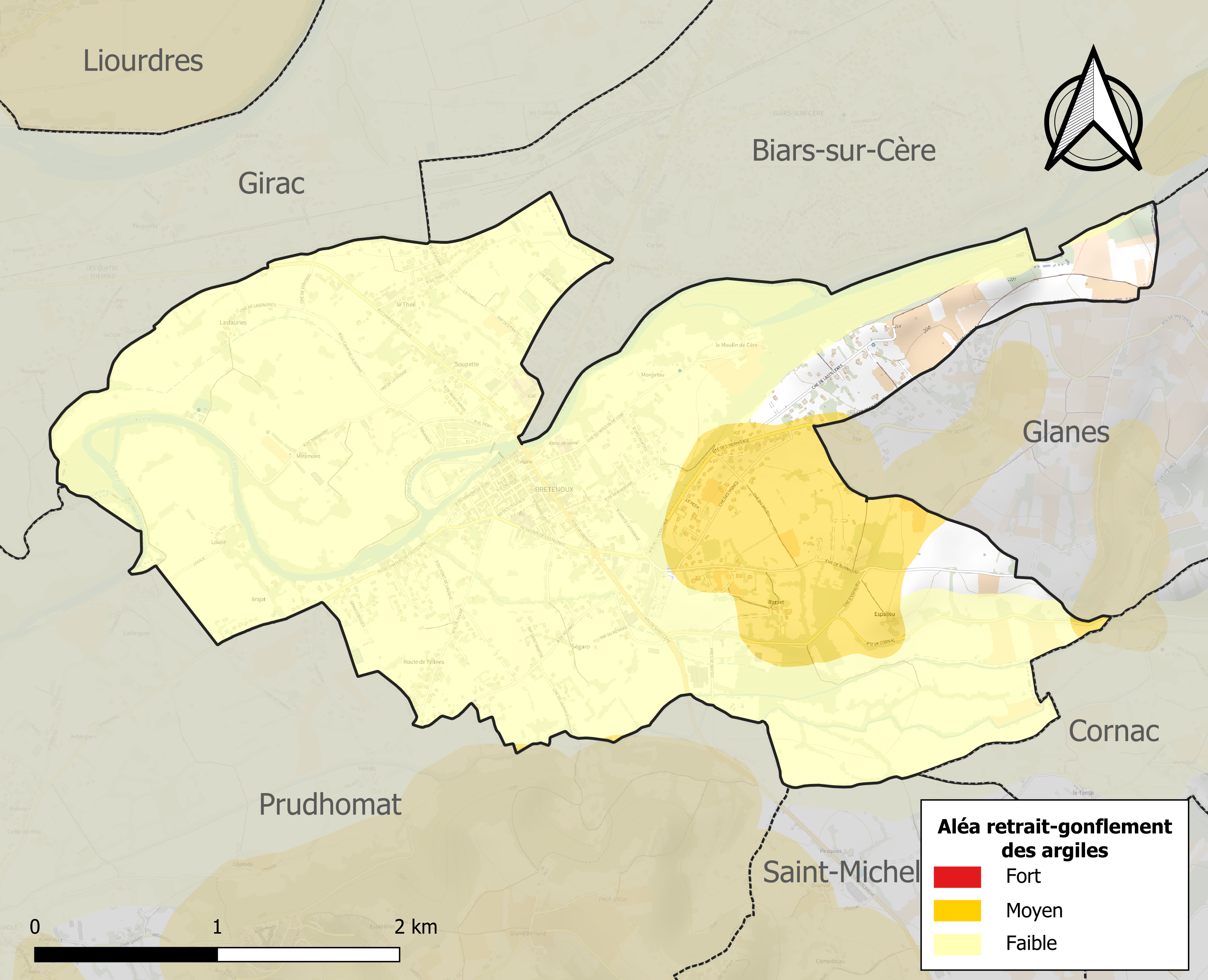
Carte des zones d'aléa retrait-gonflement des sols argileux de Bretenoux.

Les mouvements de terrains susceptibles de se produire sur la commune sont des glissements de terrain et des tassements différentiels.
Le retrait-gonflement des sols argileux est susceptible d'engendrer des dommages importants aux bâtiments en cas d’alternance de périodes de sécheresse et de pluie. 12,4 % de la superficie communale est en aléa moyen ou fort (67,7 % au niveau départemental et 48,5 % au niveau national). Sur les 681 bâtiments dénombrés sur la commune en 2019, 65 sont en aléa moyen ou fort, soit 10 %, à comparer aux 72 % au niveau départemental et 54 % au niveau national. Une cartographie de l'exposition du territoire national au retrait gonflement des sols argileux est disponible sur le site du BRGM,.
Par ailleurs, afin de mieux appréhender le risque d’affaissement de terrain, l'inventaire national des cavités souterraines permet de localiser celles situées sur la commune.
Concernant les mouvements de terrains, la commune a été reconnue en état de catastrophe naturelle au titre des dommages causés par des mouvements de terrain en 1999.

#### Risques technologiques
La commune est en outre située en aval des barrages de Saint-Étienne-Cantalès et de Bort-les-Orgues, des ouvrages de classe A disposant d'une retenue de respectivement 133 millions et 477 millions de mètres cubes,. À ce titre elle est susceptible d’être touchée par l’onde de submersion consécutive à la rupture d'un de ces ouvrages

## Toponymie
Le toponyme Bretenoux est issu de Brittanorum villa. Il faut comprendre « le domaine, la propriété, la villa des Bretons ».

## Histoire

### Villefranche
Le nom de Bretenoux apparaît pour la première fois dans le cartulaire de l'ancienne abbaye bénédictine de Beaulieu-sur-Dordogne publié par Maximin Deloche conservé actuellement à la Bibliothèque nationale de France[réf. nécessaire]. Cette information a été reprise par Joseph-Simon Gouzou dans son ouvrage Bretenoux en Haut-Quercy paru en 1955. Le cartulaire permet d'affirmer que Bretenoux existait déjà en l'an 866 sous le nom qu'il porte aujourd'hui. C'était une « villa » c'est-à-dire une réunion de propriétés rurales appartenant à la Centaine d'Excidunum (la centaine était d'une subdivision administrative de la vicomté de Turenne, vicomté qui se situait dans le département actuel de la Corrèze)[réf. nécessaire].
Bretenoux pris de l'importance quand les seigneurs de Castelnau y fondèrent une bastide du nom de « Villa franca ad Orlindam ». Le baron Guérin de Castelnau octroya sa première charte en 1277[réf. nécessaire] presque aussitôt après sa fondation. Cette charte définissait et précisait dans un accord mutuel les droits des seigneurs et les obligations des habitants de la Bastide. Ces « innovations » étaient à l’époque considérées comme libérales, abolissant définitivement le servage. Selon la charte de 1277 la bastide était administrée par quatre consuls élus par les habitants pour un an. Ceux-ci prêtaient serment de défendre les intérêts du seigneur et ceux de la ville. Les quatre consuls étaient assistés de huit conseillers. Tous prêtaient serment au seigneur. Comme marque de leur autorité les consuls étaient chargés de la police de la cité, de lever la taille (corvée peu enviable), de s’assurer du bon état des places, des rues, de veiller sur les foires et marchés, de contrôler les marchands, bouchers, boulangers, tailleurs et autres artisans. Ils assuraient également la garde de jour et de nuit des remparts et des portes de la ville. Ils étaient consultés pour la création des officiers de la baronnie des juges, bayles et sergents.
Le seigneur de Castelnau, ayant à cœur de tenir sa Villefranche bien peuplée, exemptait ses habitants de tout péage dans les terres de la baronnie ainsi que pour la traversée de la Cère et la Dordogne ; ils jouissaient des droits de pêche dans les rivières et ruisseaux. Ils pouvaient vendre à leur gré les denrées dont ils disposaient et acheter celles dont ils avaient besoin. La dite charte fut confirmée et plus ou moins modifiée en 1314 par Manfred[réf. nécessaire] et en 1554 par Jacques[réf. nécessaire] tous deux seigneurs de Castelnau.

### Vieille ville
De ce qui reste du vieux Bretenoux dont le nom se substitua quelques années plus tard à Villefranche-d’Orlinde, il nous est facile d’en reconstituer le plan primitif[réf. nécessaire]. La ville était entourée de rempart à créneaux, de fossés destinés à fortifier les défenses, le tout formant un quadrilatère de 140 mètres de côté. Chaque côté dans son milieu était pourvu d’une porte à cintre brisé. De nos jours une de ces portes est toujours visible. Il s’agit de la porte de la Guierle donnant sur la rivière Cère. Dans la partie sud du bourg subsistent encore quelques pans de murailles fortifiées. L’intérieur de la cité était constitué de rues en damier pavées de galets avec caniveau en leur milieu pour l’écoulement des eaux. Les maisons étaient séparées par des venelles ou andrones. La place était entourée de couverts ou porches dont la plus grande partie a été conservée.

### Guerre de Cent Ans
Pendant la guerre de Cent Ans, le Quercy fut sous occupation anglaise[réf. nécessaire]. En 1360, le baron de Castelnau protesta avec d’autres seigneurs du pays contre cette occupation déclarant que ses terres dont faisait partie Bretenoux étaient inaliénables et ne pouvaient être séparées de la couronne de France[réf. nécessaire]. Lors des guerres de religion, il semblerait que Bretenoux fut épargné ce qui ne fut pas le cas de communes voisines[réf. nécessaire] grâce en particulier à la diplomatie et au prestige du baron de Castelnau.

### Confrérie de pénitents
Il manquerait un chapitre à l'histoire de Bretenoux si l'on passait sous silence l'existence de la confrérie des Pénitents bleus « 1602 - 1875 »[réf. nécessaire]. Les confréries de pénitents abondaient jadis en France comme en Espagne et en Italie. Elles répondaient aux besoins que ressentait la chrétienté de s’unir dans le malheur pour implorer Dieu et mériter sa miséricorde.
Pénétrées de l'esprit de l'Évangile mais laïques et indépendantes (l’évêque n'avait qu’à approuver le statut ou règlement) elles s’administraient ensuite elles-mêmes. Dans la paroisse elles ne seront pas une entrave mais plutôt un auxiliaire puissant pour le clergé qui pourra compter sur leur dévouement. Une chapelle leur fut consacrée. Cette chapelle dont la façade principale donnait sur la place des Consuls fut détruite en 1920.

### Accident de 1749
En 1749 la commune fut endeuillée par un accident. À cette époque la liaison rive droite et rive gauche de la rivière Cère était assurée par bac. Des personnes de communes voisines venues assister à l’office du dimanche avaient pris place sur « le plus grand vaisseau du port quand celui-ci par un triste accident coula à fond ». Sept ou huit personnes furent sauvées et près d'une centaine périrent noyées[réf. nécessaire].

### De la Révolution à nos jours
Sous la Révolution, Bretenoux devint chef-lieu de canton du district de Saint-Céré puis de l’arrondissement de Figeac. De 1789 à nos jours plusieurs faits plus ou moins importants se rattachent à l’histoire locale. En 1871, le révolutionnaire et socialiste Louis Auguste Blanqui traqué par toutes les polices se réfugia à Bretenoux où grâce à la complicité d’un habitant le docteur Lacambre il réussit à échapper aux gendarmes avant de se faire reprendre. Il est à noter également la venue à Bretenoux de Pierre Loti qui dans son adolescence venait passer ses vacances chez son « oncle du Midi » et dont il relate son séjour dans Le roman d’un enfant[réf. nécessaire]. En 1891 est inaugurée la gare de Bretenoux - Biars sur une portion de la ligne de chemin de fer reliant Aurillac à Saint-Denis près Martel (combinaison des lignes de Souillac à Viescamp-sous-Jallès et de Figeac à Arvant). Ce service de transport fut complété à partir de 1907 par la ligne des Tramways du Quercy, reliant cette gare à la ville de Saint-Céré.
Comme dans les campagnes, lors de la guerre de 1914-1918 de nombreux jeunes hommes de la commune furent tués au cours des combats[réf. nécessaire].
La débâcle de 1940 amena sur son territoire une forte colonie de Lorrains et de Polonais[réf. nécessaire].
Lors de la Seconde Guerre mondiale, la commune subit la répression nazie du « régiment SS Der Führer », appartenant à la 2e division SS Das Reich. Depuis le 8 juin 1944 au matin, 27 maquisards avaient barré le pont sur la Cère avec d'énormes troncs d'arbres. Le 9 juin 1944, les Allemands attaquent et utilisent leur artillerie. Au cours des combats qui s’ensuivirent 19 maquisards trouvèrent la mort ainsi que 13 victimes civiles.
Contrairement à ce qui est communément admis, cette division quitta ses cantonnements le 7 juin 1944 non pour rejoindre à marche forcée la Normandie, comme la date pourrait le laisser supposer, mais pour mettre fin à l’insécurité qui régnait dans le périmètre de Brive, Clermont-Ferrand et Limoges[réf. nécessaire]. Alors que les maquisards étaient persuadés que leur action avait pour but de freiner la progression de renfort, c’est seulement le 10 juin que parviendra l’ordre de rejoindre cette région.

## Politique et administration

### Liste des maires

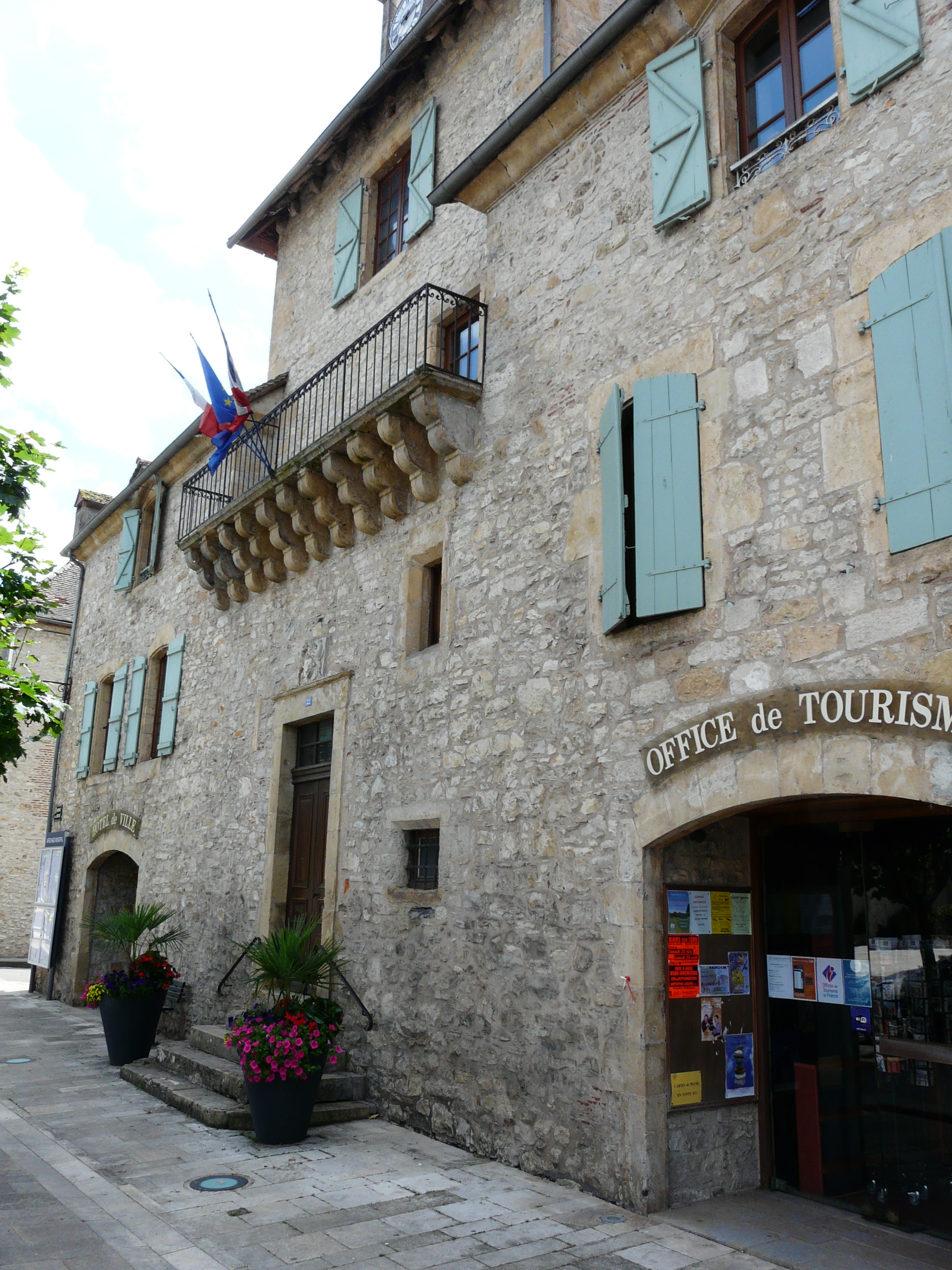
L'hôtel de ville.

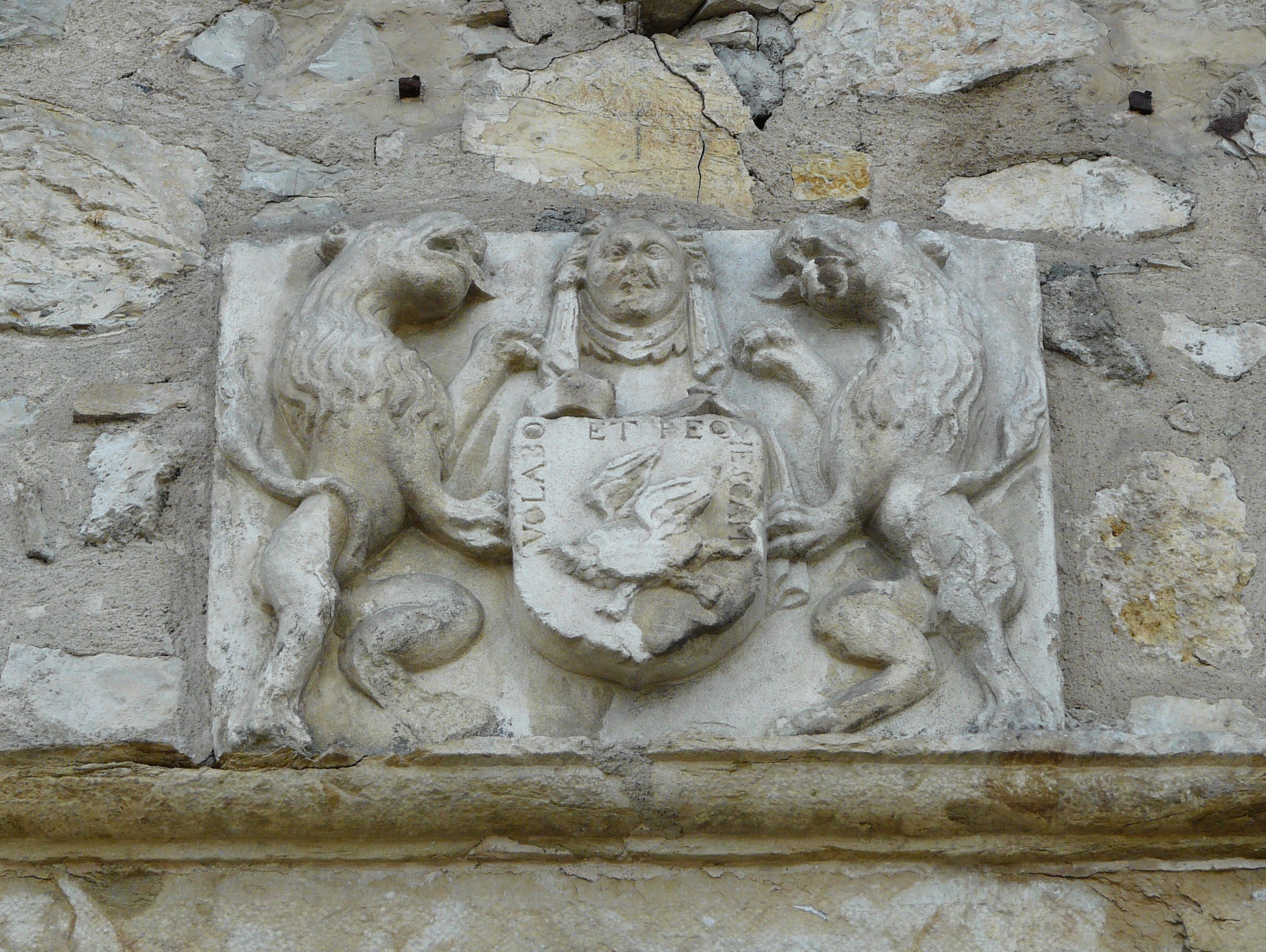
Armoiries en relief sur l'hôtel de ville.

| Période | Période                   | Identité              | Étiquette | Qualité                                                                                           |
| ------- | ------------------------- | --------------------- | --------- | ------------------------------------------------------------------------------------------------- |
| 1944    | 1947                      | Pierre Ludovic Chapou |           |                                                                                                   |
| 1947    | 1952                      | Paul Boyer            |           |                                                                                                   |
| 1952    | 1955                      | Roger Mamoul          |           |                                                                                                   |
| 1955    | 1989                      | Robert Durrieu        | MRG-PRG   | Conseiller général du canton de Bretenoux (1976-1988)                                             |
| 1989    | 2014                      | Jean Launay           | PS        | Inspecteur du Trésor, Député (1998-2017) et Conseiller général du canton de Bretenoux (1988-1994) |
| 2014    | En cours (au 1 juin 2020) | Pierre Moles          | DVD       |                                                                                                   |

## Population et société

### Démographie
L'évolution du nombre d'habitants est connue à travers les recensements de la population effectués dans la commune depuis 1793. Pour les communes de moins de 10 000 habitants, une enquête de recensement portant sur toute la population est réalisée tous les cinq ans, les populations de référence des années intermédiaires étant quant à elles estimées par interpolation ou extrapolation. Pour la commune, le premier recensement exhaustif entrant dans le cadre du nouveau dispositif a été réalisé en 2007.

En 2022, la commune comptait 1 429 habitants, en évolution de +4,23 % par rapport à 2016 (Lot : +1,31 %, France hors Mayotte : +2,11 %).
| 1793 | 1800 | 1806 | 1821 | 1831 | 1836 | 1841 | 1846 | 1851 |
| ---- | ---- | ---- | ---- | ---- | ---- | ---- | ---- | ---- |
| 676  | 589  | 582  | 647  | 800  | 840  | 852  | 883  | 942  |

| 1856 | 1861 | 1866  | 1872 | 1876 | 1881 | 1886 | 1891 | 1896 |
| ---- | ---- | ----- | ---- | ---- | ---- | ---- | ---- | ---- |
| 968  | 972  | 1 011 | 922  | 942  | 932  | 985  | 969  | 892  |

| 1901 | 1906 | 1911 | 1921 | 1926 | 1931 | 1936 | 1946 | 1954 |
| ---- | ---- | ---- | ---- | ---- | ---- | ---- | ---- | ---- |
| 913  | 927  | 841  | 756  | 781  | 862  | 822  | 802  | 826  |

| 1962 | 1968  | 1975  | 1982  | 1990  | 1999  | 2006  | 2007  | 2012  |
| ---- | ----- | ----- | ----- | ----- | ----- | ----- | ----- | ----- |
| 931  | 1 071 | 1 115 | 1 213 | 1 211 | 1 231 | 1 311 | 1 322 | 1 352 |

| 2017  | 2022  | - | - | - | - | - | - | - |
| ----- | ----- | - | - | - | - | - | - | - |
| 1 356 | 1 429 | - | - | - | - | - | - | - |

En 1691 d'après un Livre de l'estat des Ames et des registres de catholicité la population de la paroisse était de 590 habitants.

### Sports
- Tennis Club Bretenoux-Biars : Le club compte 109 adhérents pour la saison 2018/2019. L'école de tennis est encadrée par un moniteur professionnel accompagné d'initiateurs. Sont présents 4 courts extérieur en béton poreux et un court intérieur en béton ;
- Club de rugby à XV : le Club de Rugby Bretenoux-Biars Cére et Dordogne (CRBB) évolue dans le Championnat Honneur territorial de la ligue d'Occitanie, pour la saison 2018-2019 ;
- Club de basket-ball : le Dynamic Basket Lot Corrèze (ou DYBA) évolue en championnat régional du Limousin ; une grande partie de ses équipes jouent dans le gymnase de Bretenoux-Biars. Les autres équipes jouent sur les sites de Meyssac, Saint-Sozy et Vayrac ;
- Club Rassemblement Rugby Nord Quercy (RRNQ), regroupant les cadets et juniors de Bretenoux-Biars, Saint-Céré, Beaulieu et Vayrac.

## Économie

### Revenus
En 2018, la commune compte 625 ménages fiscaux, regroupant 1 289 personnes. La médiane du revenu disponible par unité de consommation est de 20 550 € (20 740 € dans le département).

### Emploi
|                | 2008  | 2013  | 2018  |
| -------------- | ----- | ----- | ----- |
| Commune        | 5,5 % | 8,8 % | 9,1 % |
| Département    | 7,3 % | 8,9 % | 9,6 % |
| France entière | 8,3 % | 10 %  | 10 %  |

En 2018, la population âgée de 15 à 64 ans s'élève à 715 personnes, parmi lesquelles on compte 71,8 % d'actifs (62,7 % ayant un emploi et 9,1 % de chômeurs) et 28,2 % d'inactifs,. Depuis 2008, le taux de chômage communal (au sens du recensement) des 15-64 ans est inférieur à celui de la France et du département.
La commune fait partie du pôle principal de l'aire d'attraction de Biars-sur-Cère - Saint-Céré,. Elle compte 638 emplois en 2018, contre 653 en 2013 et 727 en 2008. Le nombre d'actifs ayant un emploi résidant dans la commune est de 454, soit un indicateur de concentration d'emploi de 140,5 % et un taux d'activité parmi les 15 ans ou plus de 44,3 %.
Sur ces 454 actifs de 15 ans ou plus ayant un emploi, 134 travaillent dans la commune, soit 30 % des habitants. Pour se rendre au travail, 82,6 % des habitants utilisent un véhicule personnel ou de fonction à quatre roues, 1,3 % les transports en commun, 13 % s'y rendent en deux-roues, à vélo ou à pied et 3,1 % n'ont pas besoin de transport (travail au domicile).

### Activités hors agriculture

#### Secteurs d'activités
138 établissements sont implantés  à Bretenoux au 31 décembre 2019. Le tableau ci-dessous en détaille le nombre par secteur d'activité et compare les ratios avec ceux du département,.
| Secteur d'activité                                                                                        | Commune | Commune | Département |
| Secteur d'activité                                                                                        | Nombre  | %       | %           |
| --- | ------- | ------- | ----------- |
| Ensemble                                                                                                  | 138     | 100 %   | (100 %)     |
| Industrie manufacturière, industries extractives et autres                                                | 13      | 9,4 %   | (14 %)      |
| Construction                                                                                              | 17      | 12,3 %  | (13,9 %)    |
| Commerce de gros et de détail, transports, hébergement et restauration                                    | 41      | 29,7 %  | (29,9 %)    |
| Information et communication                                                                              | 4       | 2,9 %   | (1,8 %)     |
| Activités financières et d'assurance                                                                      | 5       | 3,6 %   | (2,8 %)     |
| Activités immobilières                                                                                    | 7       | 5,1 %   | (3,5 %)     |
| Activités spécialisées, scientifiques et techniques et activités de services administratifs et de soutien | 11      | 8 %     | (13,5 %)    |
| Administration publique, enseignement, santé humaine et action sociale                                    | 28      | 20,3 %  | (12 %)      |
| Autres activités de services                                                                              | 12      | 8,7 %   | (8,7 %)     |

Le secteur du commerce de gros et de détail, des transports, de l'hébergement et de la restauration est prépondérant sur la commune puisqu'il représente 29,7 % du nombre total d'établissements de la commune (41 sur les 138 entreprises implantées  à Bretenoux), contre 29,9 % au niveau départemental.

#### Entreprises et commerces
L'entreprise ayant son siège social sur le territoire communal qui génère le plus de chiffre d'affaires en 2020 est : 
- Adequat 195, activités des agences de travail temporaire (3 772 k€)

### Agriculture
|               | 1988 | 2000 | 2010 | 2020 |
| ------------- | ---- | ---- | ---- | ---- |
| Exploitations | 25   | 15   | 12   | 7    |
| SAU (ha)      | 275  | 262  | 222  | 154  |

La commune est dans la vallée de la Dordogne », une petite région agricole occupant du petite partie (7 communes) du nord du territoire du département du Lot. En 2020, l'orientation technico-économique de l'agriculture  sur la commune est la polyculture et/ou le polyélevage. Sept exploitations agricoles ayant leur siège dans la commune sont dénombrées lors du recensement agricole de 2020 (25 en 1988). La superficie agricole utilisée est de 154 ha,,.

## Culture locale et patrimoine

### Lieux et monuments
- L'église Sainte-Catherine ;
- La place des Consuls : de forme carrée, entourée de maisons à arcades et de maisons à colombages ;
- La maison de l'oncle du Midi de Pierre Loti, à l'angle de la rue d'Orlinde et de la rue Pierre-Loti ;
- La mairie occupe la façade orientale de l'ancienne maison des Consuls ;
- Le château de Castelnau-Bretenoux est situé sur la commune voisine de Prudhomat.

#### Galerie

Galerie des lieux et monuments.
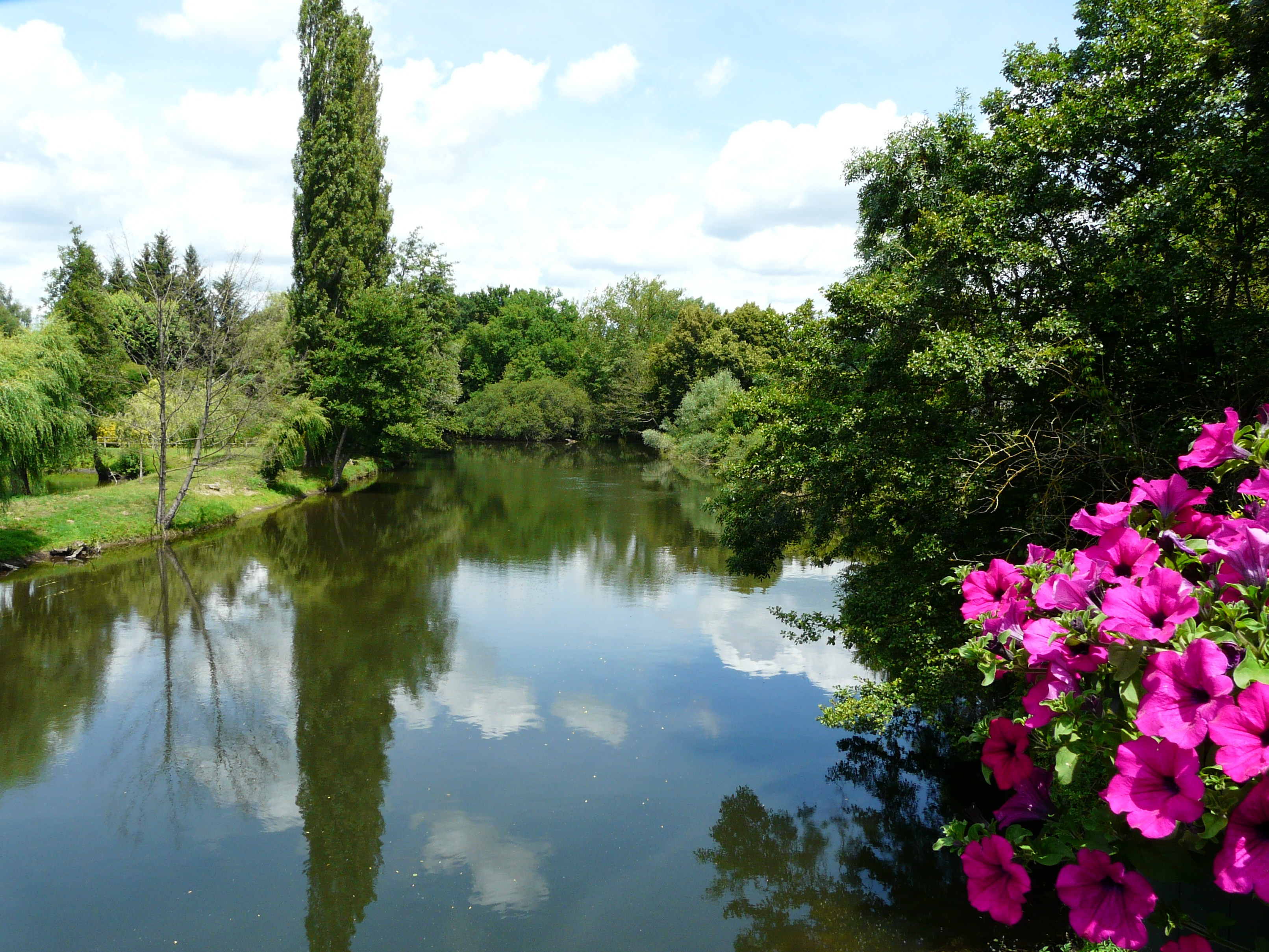
La Cère en amont du pont de la RD 940.
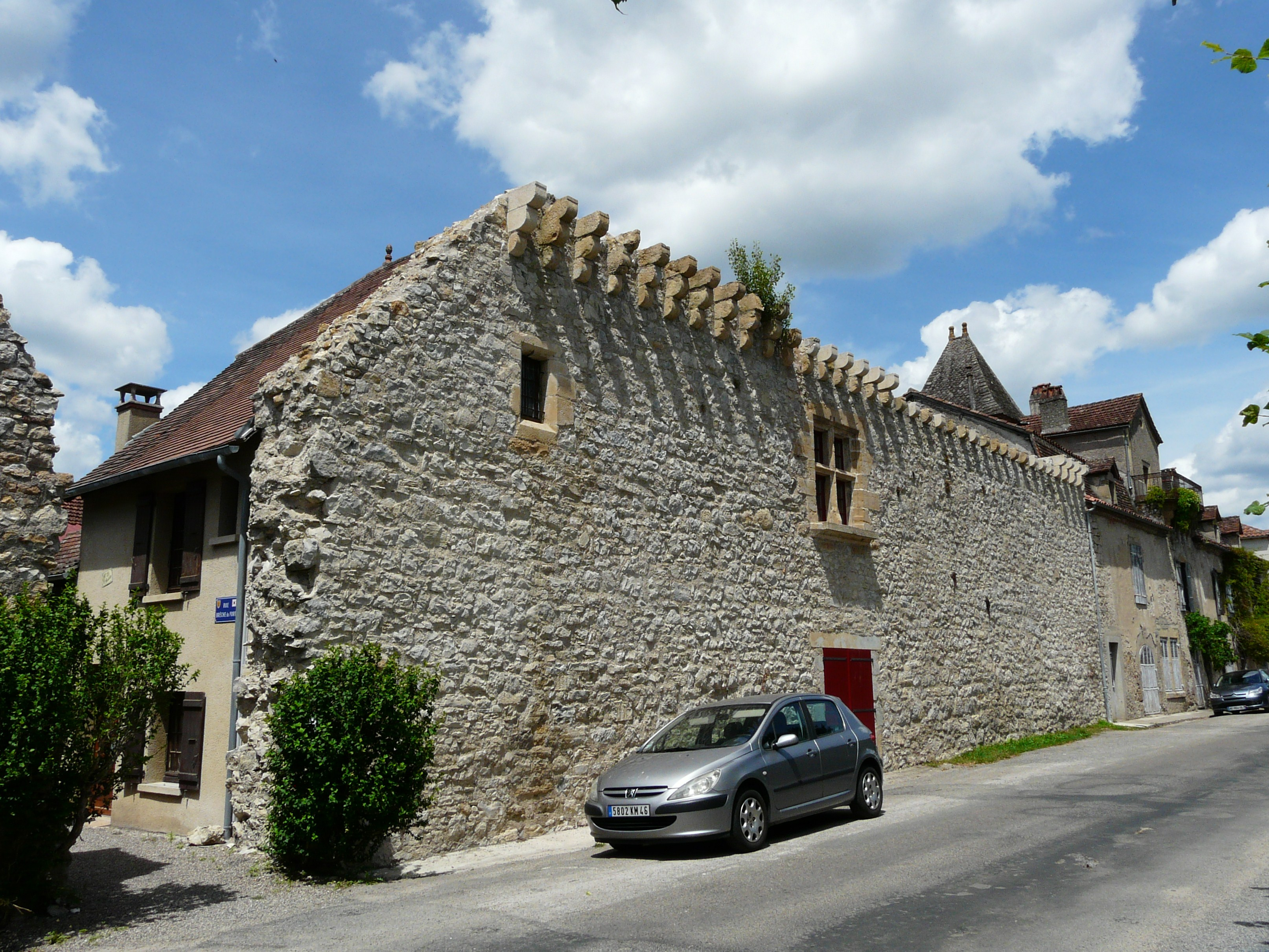
Vestiges des remparts.
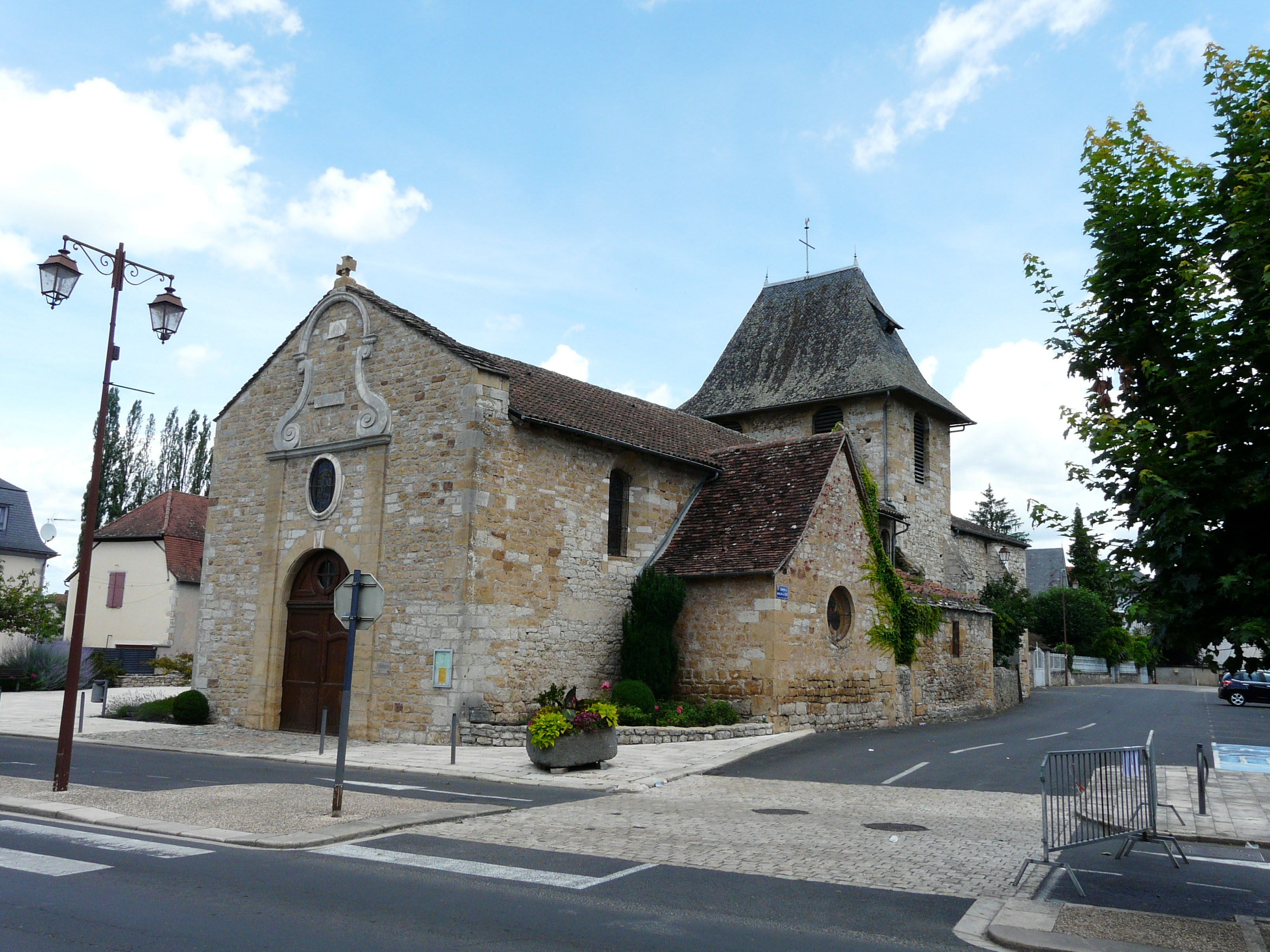
L'église Sainte-Catherine.
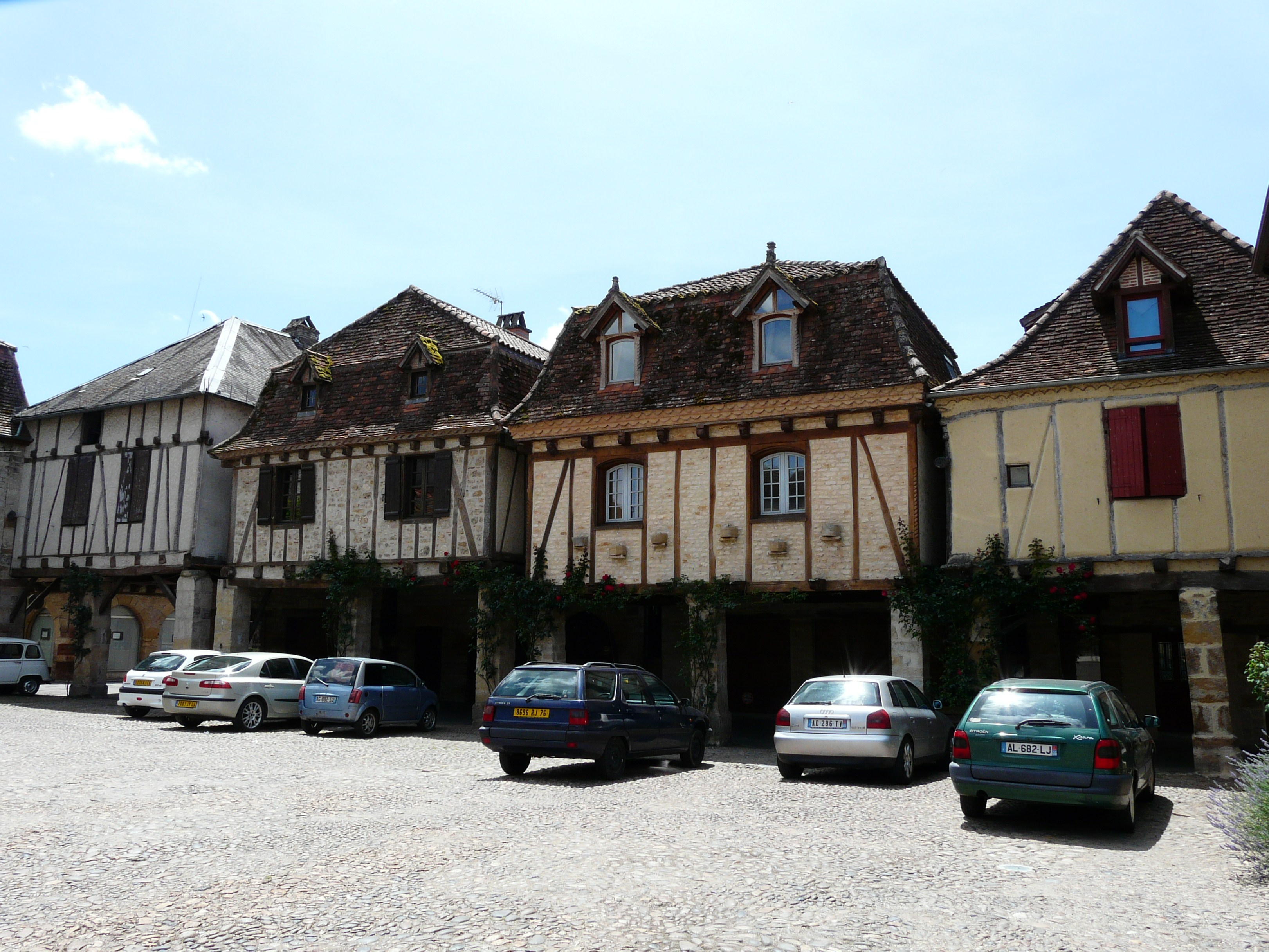
Maisons à colombages, place des Consuls.
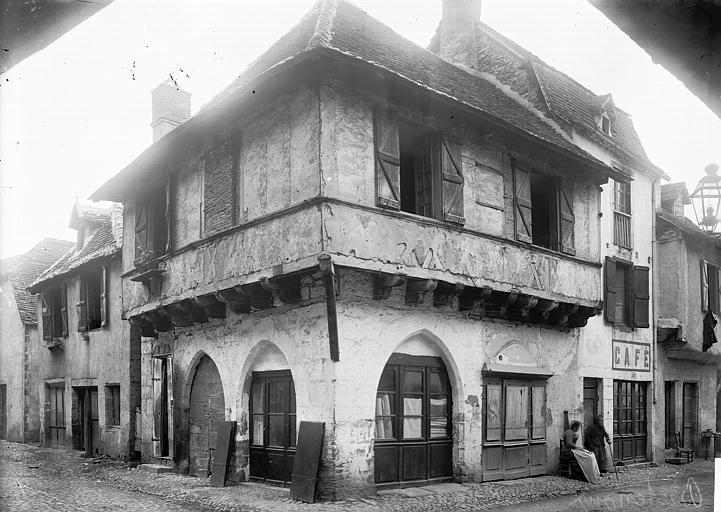
Vue d'une maison photographié par Camille Enlart (1862–1927).
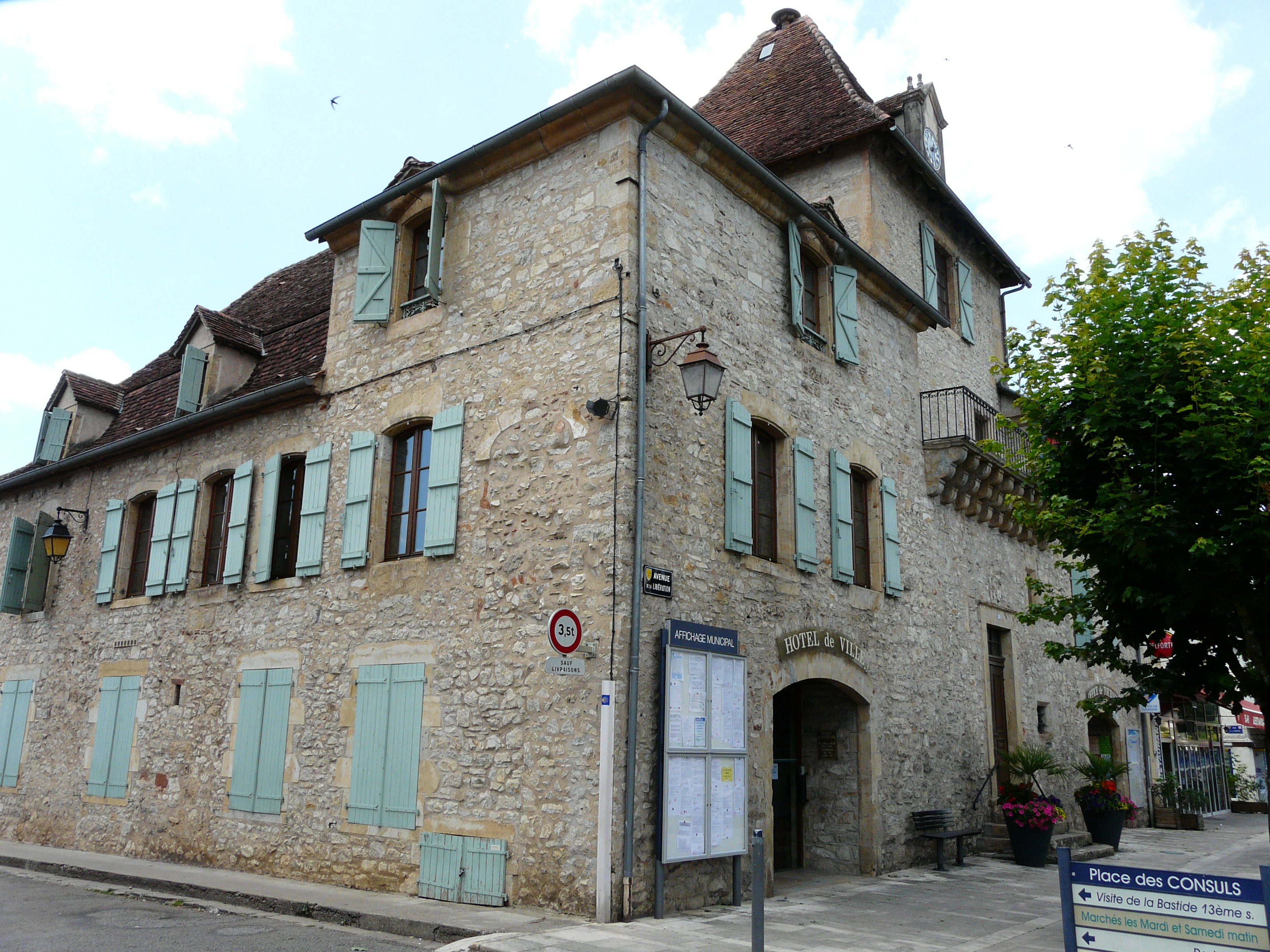
L'hôtel de ville.
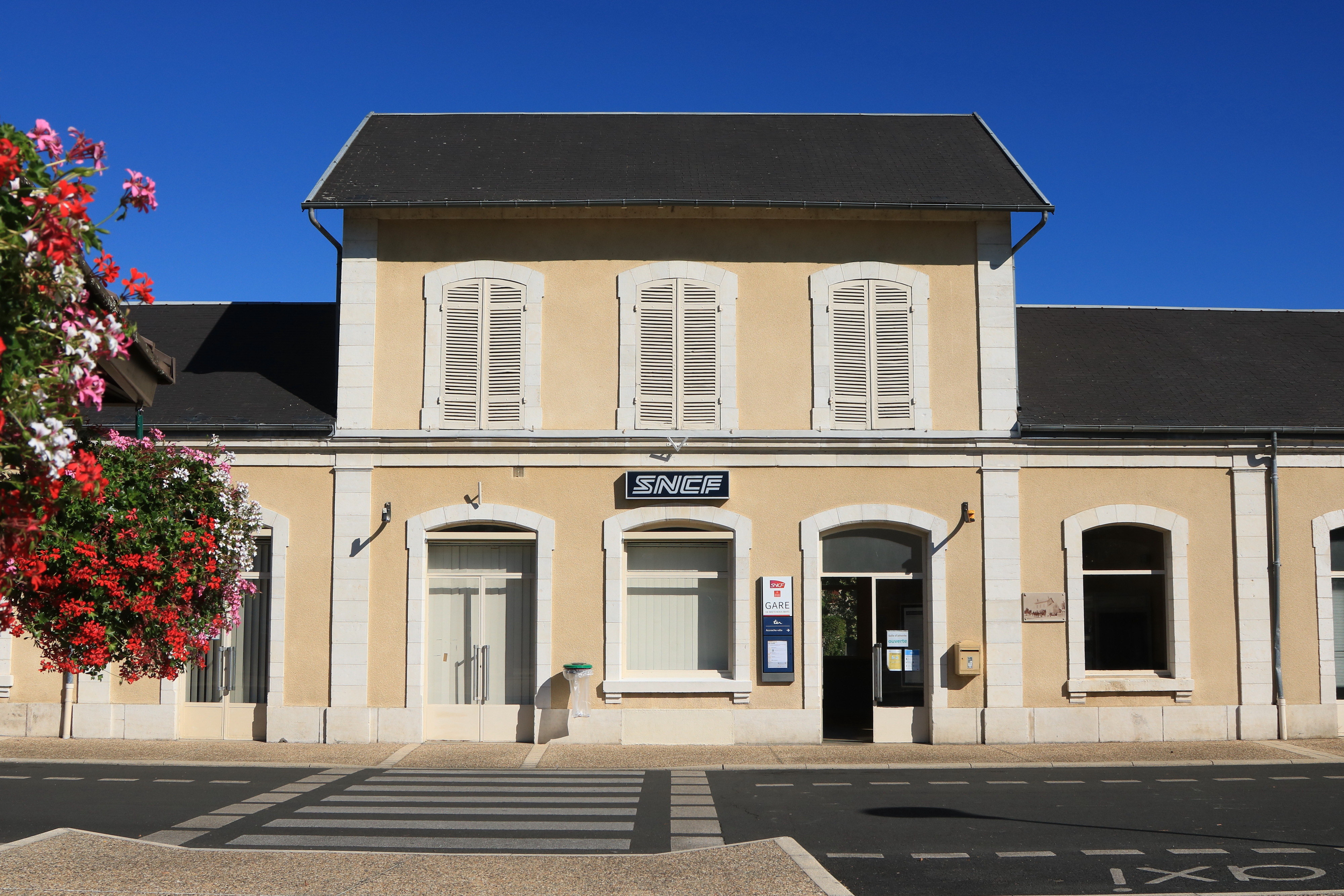
Le bâtiment voyageurs de la gare de Bretenoux - Biars, côté parvis.

### Personnalités liées à la commune
- Pierre François de Saint-Priest (1801-1851) est un homme politique français, né à Bretenoux ;
- Louis Auguste Blanqui (1805-1881), révolutionnaire, fut arrêté le 17 mars 1871 à Bretenoux alors que, malade, il se reposait chez un ami médecin ;
- Adolphe de Lescure (1833-1892), historien et littérateur, attaché au secrétariat du ministère d'État (1865-1868) et chef des secrétaires-rédacteurs du Sénat (1875-1892), est né à Bretenoux ;
- Pierre Loti (1850-1923), écrivain, passa une partie de son enfance à Bretenoux. Il y séjourna chez son oncle, Pierre Bon, durant les vacances scolaires d’été de 1861 à 1864. Il en garda des souvenirs inoubliables qu’il décrit dans ses derniers ouvrages comme : Le Roman d’un enfant, Prime jeunesse ou Journal intime ;
- Eugène Sol (1877-1953), chanoine historien du Lot, mourut à Bretenoux ;
- David Moncoutié (1975-), cycliste professionnel, y a vécu.

## Héraldique
| Blason de Bretenoux | Blason  | D'or au château à trois tours crénelées de gueules, celle du milieu plus élevée, ouvert du champ, surmonté et accosté de trois fleurs de lis d'azur 1 et 2. |
| Blason de Bretenoux | Détails | Le statut officiel du blason reste à déterminer. |